# Diacônico

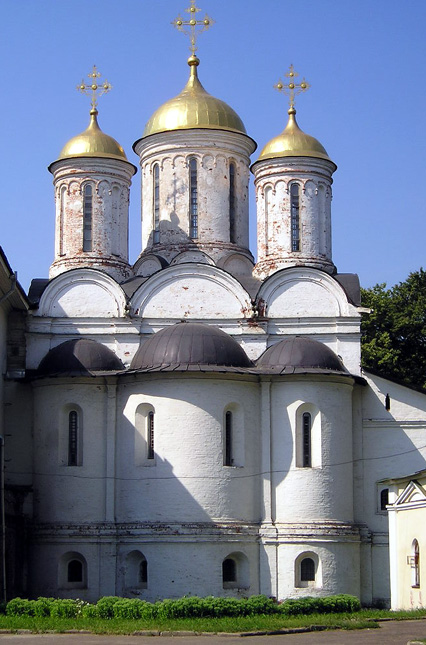
A abside tripla de uma igreja ortodoxa. O altar é o maior no centro, enquanto o diacônico e a prótese são, respectivamente o da esquerda e o da direita.

O termo diacônico (em grego: Διακονικόν; romaniz.: diakonikon; em latim: diaconicum) pode referir-se ao lado sul da abside de um altar das igrejas ortodoxas que, junto com a prótese, é o equivalente da sacristia católica. É o local onde vestimentas e livros são guardados e os serventes do altar podem preparar artigos durante os serviços. Frequentemente inclui um balcão, uma pia e um banco no qual os diáconos e serventes podem sentar-se já que a eles não é permitido sentar no altar principal. Em grandes basílicas há o diacônico maior que compõe várias salas: o salutatório, para recepção e audiências do bispo; o tesaurário, para guardar vasos e livros sagrados; e o diacônico propriamente dito. Possivelmente o grego pastofório, onde a santa eucaristia foi reservada, era simplesmente o diacônico.
Além disso o termo pode referir-se tanto à Orationes pro pace ("orações para paz; em grego: diakonika) que o diácono precisava proferir diante do povo como seu livro de serviços, comparável ao hierático do sacerdote, que contém as porções fixadas dos principais serviços divinos com a abreviação das partes do sacerdote e das pessoas. Embora podendo variar, o livro contêm as partes da divina liturgia correspondentes ao diácono, os cantos matinais e vespertinos e outros ofícios regulares.